# Pomadasys kaakan
 Pomadasys kaakan es una especie de peces de la familia Haemulidae en el orden de los Perciformes.

## Morfología
• Los machos pueden llegar alcanzar los 80 cm de longitud total.

## Distribución geográfica
Se encuentra desde el Mar Rojo y el África Oriental hasta el sureste de Asia, Taiwán y Australia (Queensland)